# Chenco
Chenco är en ort i Mexiko.   Den ligger i kommunen Oxchuc och delstaten Chiapas, i den sydöstra delen av landet, 800 km öster om huvudstaden Mexico City. Chenco ligger 1 300 meter över havet och antalet invånare är 110.
Terrängen runt Chenco är lite bergig. Runt Chenco är det ganska glesbefolkat, med 22 invånare per kvadratkilometer. Närmaste större samhälle är Ocosingo, 18,3 km norr om Chenco. I omgivningarna runt Chenco växer i huvudsak städsegrön lövskog.